# Tyniec Legnicki (gromada)
Tyniec Legnicki – dawna gromada, czyli najmniejsza jednostka podziału terytorialnego Polskiej Rzeczypospolitej Ludowej w latach 1954–1972.
Gromady, z gromadzkimi radami narodowymi (GRN) jako organami władzy najniższego stopnia na wsi, funkcjonowały od reformy reorganizującej administrację wiejską przeprowadzonej jesienią 1954 do momentu ich zniesienia z dniem 1 stycznia 1973, tym samym wypierając organizację gminną w latach 1954–1972.
Gromadę Tyniec Legnicki z siedzibą GRN w Tyńcu Legnickim utworzono – jako jedną z 8759 gromad na obszarze Polski – w powiecie legnickim w woj. wrocławskim, na mocy uchwały nr 18/54 WRN we Wrocławiu z dnia 2 października 1954. W skład jednostki weszły obszary dotychczasowych gromad Tyniec Legnicki, Dzierżkowice, Janowice, Usza, Brennik, Polanka i Rogoźnik ze zniesionej gminy Ruja w tymże powiecie. Dla gromady ustalono 15 członków gromadzkiej rady narodowej.
1 stycznia 1960 gromadę zniesiono, a jej obszar włączono do gromad: Ruja (wsie Tyniec Legnicki, Dzierżowice, Usza, Janowice, Brennik i Polanka) i Rosochata (wieś Rogoźnik) w tymże powiecie.